# Dům mládeže (Bělehrad)
Dům mládeže (srbsky v cyrilici Дом омладине, v latince Dom omladine) se nachází v srbské metropoli Bělehradu na adrese Makedonska 18, v centru města, na rohu ulic Makedonska a Dečanska.
Budova slouží jako kulturní centrum pro řadu organizací, zabývající se mládeží. Kromě prostor, které jsou určeny pro různé neziskové organizace, se zde nachází také přednáškové sály pro 520 a 300 lidí, klub a galerie.

## Historie
Budova vznikla na přelomu 60. a 70. let v lokalitě bývalé hospody Ginić. Stavební práce na ní byly dokončeny v roce 1974. Samotná instituce Domu mládeže (zkr. DOB) byla založena již v roce 1964. Architektem výškové budovy byl Ninoslav Kučan, který jej připravil ve spolupráci s Dragem Iblerem a Momčilem Belobrkem.
Budova je nápadná díky plastice umístěné u vstupu a orientované do Dečanské ulice. Její autor byl inspirován památníkem, připomínajícím osvobozenecký partyzánský boj v Chorvatsku. Podle něj také nesla název kavárna Sunce, umístěná v přízemí budovy.
Původně se zde nacházela i otevřená univerzita., festival amatérských divadel, filmový festival známý pod populárním názvem Mala Pula a v neposlední řadě i jazzová setkání. Dům mládeže byl v 80. letech 20. století jedním z významných organizátorů koncertů v Bělehradě.
V současné době zde také sídlí organizace American Corner.
V letech 2010 až 2011 se uskutečnila komplexní rekonstrukce objektu, díky čemuž mohl opět sloužit pro řadu kulturních akcí srbské metropole.